# 福爾肯 (密西西比州)
福爾肯（英語：Falcon）是位於美國密西西比州奎特曼縣的城鎮。

## 人口
根據2020年美國人口普查的數據，福爾肯的面積為1.01平方千米，皆為陸地。當地共有人口116人，而人口密度為每平方千米115人。